# Брандон Пениче
Брандон Артуро Делгадийо Ортис (на испански: Brandon Arturo Delgadillo Ortiz), по-известен като Брандон Пениче е мексикански актьор, син на актьора Артуро Пениче и Габи Ортис.

## Филмография

### Теленовели
- Дъщерите на госпожа Гарсия (2024-2025) – Артуро Портия
- Историята на Хуана (2024) – Габриел Рубио
- Никой като теб (2023) – Салвадор Фигероа Толедано
- Мисля за теб (2023) – Маноло Перес
- Да, с теб (2021) – Леонардо Сантияна
- Кралицата съм аз (2019) – Алберто Канту
- Tres Milagros (2018) – Акилес
- Път към съдбата (2016) – Хавиер Фариас
- Не ме оставяй (2015-2016) – Рене Мурат Грийп / Еухенио Сандовал
- Нека Бог ти прости (2015) – Пабло Рамос
- Необичана (2014) – Мануел Паласиос Салмерон
- Необуздано сърце (2013) – Алфонсо дел Олмо Антунес
- Убежище за любовта (2012) – Патрисио „Пато“ Торесланда Фуентес-Хил
- Нито с теб, нито без теб (2011) – Диего Торесланда
- Niña de mi corazón (2010-2011)- Конрадо Гаярдо
- Verano de amor (2009) – Дилан Караско Морет
- Зоро: Шпагата и розата (2007) – Карлос

### Сериали
- Gossip Girl Acapulco (2013) – Пончо Диас-Наваро
- ¿Qué nos pasa? (1998) – Гост

### Кино
- Tus feromonas me matan (2016)
- Mantis (2014) – Детектив
- Maldito amor (1999)

## Награди и номинации
Награди TVyNovelas (Мексико)
| Година | Категория                          | Теленовела               | Резултат  |
| ------ | ---------------------------------- | ------------------------ | --------- |
| 2016   | Най-добър млад актьор              | Нека Бог ти прости       | Печели    |
| 2015   | Най-добър млад актьор              | Необичана                | Номиниран |
| 2013   | Най-добър актьор в поддържаща роля | Убежище за любовта       | Номиниран |
| 2012   | Най-добър млад актьор              | Нито с теб, нито без теб | Номиниран |
| 2011   | Най-добро мъжко откритие           | Niña de mi corazón       | Номиниран |